# Alois Rameš ml.

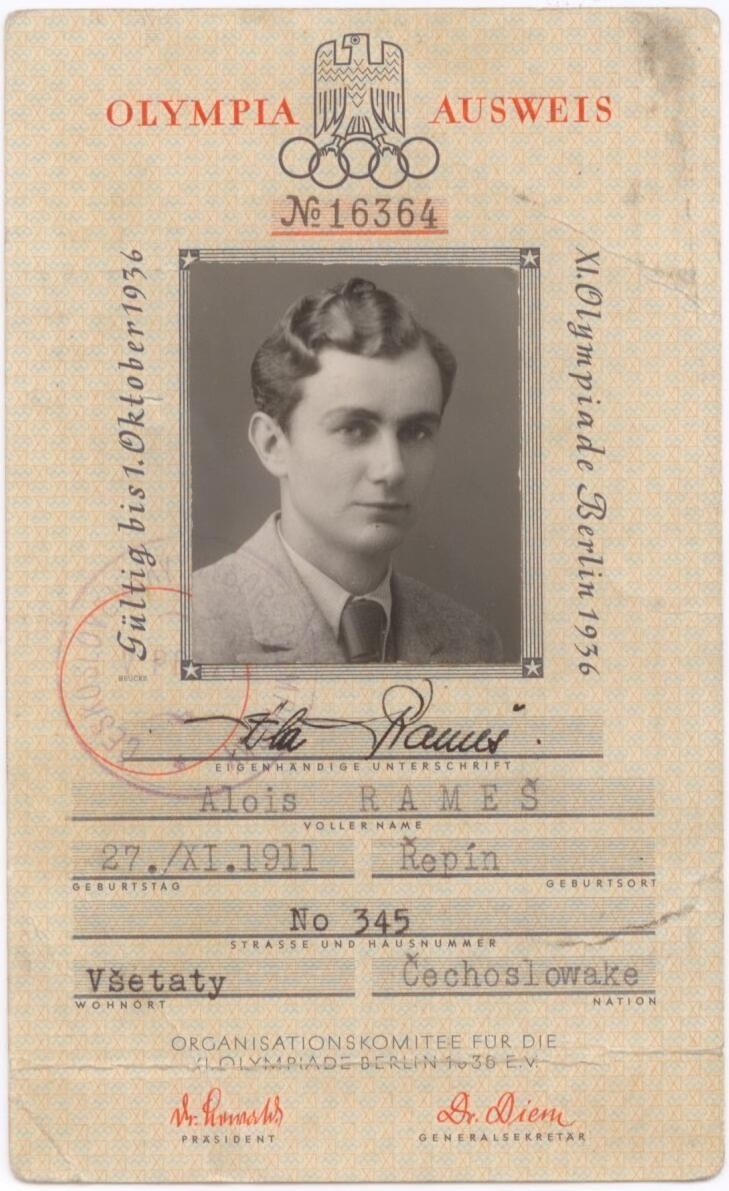
Alois Rameš, LOH 1936

Alois Rameš mladší (27. listopadu 1911 Řepín – 5. října 1953 Všetaty) byl český silniční cyklista.

## Životopis
Narodil se v obci Řepín u Mělníka. Povoláním byl dentista a stejně jako jeho otec se věnoval silniční cyklistice. 15. února 1942 se oženil s Libuší Jandovou z Kladna, s níž měl pět dětí (Petra, Libuši, Dagmar, Alenu a Aloise). Po sňatku se přestěhoval do Všetat u Mělníka, kde provozoval zubní ordinaci.

## Sportovní kariéra
Byl pokračovatelem cyklistické tradice rodiny Ramešů z Mělníka. Navázal tak na úspěchy svého otce Aloise Rameše st. a bratrů Ludvíka a Bohumila. Již v šesti letech začal jezdit na kole a v šestnácti poprvé zkusil štěstí v cyklistických závodech. Vyhrál několik prestižních závodů. Byl mistrem ČSR v závodě do vrchu na Hřebenka (1930). V roce 1931 vyhrál 267 km dlouhý Klimešův závod Jižními Čechami. V roce 1936 reprezentoval Československo na olympijských hrách v Berlíně.
Jeho úspěšnou cyklistickou kariéru přerušila druhá světová válka a posléze nemoc. Zemřel ve 42 letech, ve Všetatech.

## Úspěchy
1930
1.  juniorský vítěz závodu Praha - Karlovy Vary - Praha
1.  mistr ČSR v jízdě do vrchu na Hřebenka
2.  IX. Haidlmayerův mistrovský závod na 130 km
1931
1.  vítěz Klimešova závodu Jižními Čechami
3.  závod do vrchu na Hřebenka
1932
4.  závod Praha - Karlovy Vary - Praha
1935
5.  závod Praha - Karlovy Vary - Praha